# بخش مرکزی شهرستان کازرون
بخش مرکزی شهرستان کازرون یکی از بخش‌های شهرستان کازرون در استان فارس ایران است.
این بخش با ۱۴۹٬۲۶۲ نفر جمعیت، چهارمین بخش پرجمعیت استان فارس پس از بخش‌های مرکزی شیراز، مرودشت و جهرم است.

## تقسیمات کشوری
- بخش مرکزی شهرستان کازرون
  - دهستان دشت برم
  - دهستان انارستان
  - دهستان بلیان
  - دهستان دریس
  - دهستان شاپور

شهرها: کازرون

## جمعیت
بنابر سرشماری مرکز آمار ایران، جمعیت بخش مرکزی شهرستان کازرون در سال ۱۳۹۵ برابر با ۱۴۲٬۰۵۷ نفر و ۴۲٬۱۱۸ خانوار بوده‌است. در سال ۱۳۹۸ با الحاق دو دهستان انارستان و دشت برم از شهرستان کوه‌چنار به این بخش، جمعیت آن به ۱۴۹٬۲۶۲ نفر رسید.